# Fridtjof Nansen
Fridtjof Wedel-Jarlsberg Nansen (født 10. oktober 1861, død 13. maj 1930) var en norsk polarfarer, opdagelsesrejsende, diplomat og videnskabsmand.
I 1888 ledte han den første ekspedition, der krydsede indlandsisen i Grønland, hvilket gjorde ham verdensberømt.
I 1893 stod han i spidsen for en tre år lang ekspedition til Nordpolen med skibet Fram. Her nåede han sammen med Hjalmar Johansen 86° 14 N, som på den tid var det nordligste punkt, noget menneske havde nået. Under ekspeditionen oplevede han et særligt fysisk fænomen kaldet dødvand, hvor et skib bliver sværere at manøvrere, når det sejler ind i et område, hvor vand med forskellig saltholdighed mødes, og der opstår lagdeling. Nansen var den første til at beskrive dette fænomen.
Nansen var professor i zoologi og oceanografi ved Det Kgl. Frederiks Universitet (senere kendt som Universitetet i Oslo). Som diplomat bested han stillinger som Norges ambassadør i London 1906-1908 og var i perioden 1922-1927 højkommissær for flygtninge i Folkeforbundet, forløberen for FN. I den egenskab udstedte han de såkaldte Nansen-pas. Nansen fik Nobels fredspris i 1922. Kort efter hans død i 1930 oprettede Folkeforbundet det Internationale Nansenkontor for krigsflygtninge (Office international Nansen pour les réfugiés), også kendt som Nansenhjælpen. Nansenkontoret tildeltes Nobels fredspris i 1938.

## Privatliv
Fridtjof Nansen blev født 10. oktober 1861 på gården Store Frøen i Vestre Aker lige uden for Oslo. Hans far var advokat Baldur Fridtjof Nansen, og hans mor, Adelaide Johanne Isidore Thekla, var datter af major, baron Christian Frederik Wilhelm Wedel-Jarlsberg. Hun var først gift med oberst Bolling.
Fridtjof Nansen havde seks halvsøskende og en bror. Han gik i skole i Oslo og interesserede sig allerede i skoleårene for naturvidenskab. Efter endt skolegang ønskede han at blive officer i den norske flåde, men efter råd fra sin far studerede han i stedet zoologi på Det Kongelige Frederiks Universitet i Oslo 1880-1882. Fra 1882 var han konservator ved Bergen Museum. Her begyndte han at studere slimålens nervesystem, hvilket i 1888 resulterede i en doktorgrad. Imens han arbejdede i Bergen, fik han også chancen for at være med på et fartøj til Ishavet og Grønland. Det var her, Nansen fik sine første arktiske erfaringer og her, han fik tanken om at stå på ski over indlandsisen.
Fridtjof Nansen giftede sig den 11. august 1889 med koncertsangerinden Eva Sars. Inden hun døde den 9. december 1907, nåede de at få fem børn. Nansen giftede sig i 1919 med Sigrun Munthe.
Fridtjof Nansen døde 13. maj 1930 – 68 år gammel – og blev begravet 17. maj. Begravelsen var en national begivenhed med to minutters stilhed og flag på halv i hele Norge. Urnen blev sat ned i haven ved hans hjem Polhøgda på Lysaker i Bærum.
Siden 1958 har forskningsstiftelsen Polhøgda været involveret i forskning relateret til arbejde gennem Fridtjof Nansen Instituttet.

## Videnskabsmanden
Zoolog, oceanograf og Norges første doktorafhandling i neurobiologi
Nansen uddannede sig inden for medicin og biologi i Bergen. Han var konservator ved Bergen Museum fra 1882 til 1887. Her arbejdede han blandt andet med at sortere prøver med planter og dyr fra en nordatlantisk havsekspedition. Under dette arbejde bestemte Nansen sig for at specialisere sig i neuroanatomi. Han ville i første række fokusere på laverestående hvirveldyr som ledorm, slimål og havkat. Dette førte til banebrydende arbejde i beskrivelsen af nervecellers kontaktpunkter (synapser).
I efteråret 1885 blev Nansen færdig med sin første afhandling ”Bidrag til Myzostomernes Anatomi og Histologi”. I 1886 fulgte afhandlingen ”Foreløbig Meddelelse om Undersøgelser over Centralnervesystemets histologiske bygning hos Ascidiene samt hos Myxine Glutinosa”, hvilket han siden videreudviklede til doktorafhandlingen: ”The structure and combination of the histological elements of the central nervous system”. Afhandlingen var et vigtigt bidrag til den begyndende neurovidenskab og kan ses som hans største bidrag til menneskeheden, hvilket måske overrasker, da Nansen er mest kendt som opdagelsesrejsende. Nansen var en af nøgleskikkelserne, der var med til at udforme neuron-teorien sammen med Santiago Ramón y Cajal. Nobelprisen i medicin 1906 gik til Ramón y Cajal og Golgi for netop denne teori, hvortil Nansen havde ydet et væsentligt bidrag. Teorien beskriver, hvordan nerveceller kommunikerer med hinanden og danner neurale netværk. Teorien har været grundlæggende i forståelsen af, hvordan hjernen virker.
Nansen blev professor i zoologi i 1897 og havde dette embede til 1908. Han skiftede herefter til et professorat i oceanografi, som han opretholdt frem til sin død i 1930. Begge professorater var ved Det Kongelige Frederiks Universitet (senere kendt som Universitetet i Oslo).

## Rejser

### På ski over Grønland (1888)
Nansen ønskede at udforske det indre af Grønland. Tidligere ekspeditioner som Adolf Erik Nordenskiölds ekspedition havde forsøgt at gå fra den beboede vestkyst til den ubeboede østkyst. Nansen bestemte sig i stedet for at gå fra øst mod vest. Flere autoriteter udtrykte deres skepsis, men han trodsede advarslerne. Som rejseledsagere valgte den 26 år gamle Nansen Otto Sverdrup (33), Samuel Balto (27), Oluf Dietrichson (32), Ole Nilsen Ravna (46) og Kristian Kristiansen (23).
Isforholdene gjorde det umuligt for Nansen og hans folk at komme i land, da ekspeditionen ankom til Grønlands østkyst med sælfangerskibet «Jason». De drev i flere døgn på en isflage mod syd langs kysten. Da det lykkedes dem at komme ind til land, roede og sejlede ekspeditionsholdet i to små både i 12 døgn mod nord langs østkysten. De forlod Umivik på ski den 15. august 1888 og ankom til Ameralikfjorden på vestkysten den 29. september 1888. Ekspeditionen var en succes, og de havde som de første krydset Grønland.
Den 3. oktober ankom de til Godthåb (Nuuk), hvor de måtte overvintre, fordi den sidste båd før vinteren var sejlet. I denne periode studerede Nansen inuitterne og lærte om kajakker, roning og overlevelse under ekstreme forhold. Efter turen skrev han to bøger – ”På ski over Grønland” (1890) og ”Eskimoliv” (1891). Nansen mente selv, at det vigtigste med færden var, at den havde dannet indledningen til en række norske polarfærder.

### Krydsningen af Polarhavet med skibet "Fram" (1893-1896)
Nansens fik den idé, at drive man med skib kunne drive til Nordpolen. Ideen opstod, da han i 1884 læste en avisartikel i den norske avis ”Morgenbladet” skrevet af meteorologiprofessor Henrik Mohn, der beskrev en transpolar strøm i det arktiske hav. I artiklen stod, at der var fundet vraggods ved langs Grønlands kyst fra skibet «Jeanette», som var skruet ned af isen nord for De Nysibiriske Øer i 1881.
Fra 1893 ledede Nansen en ekspedition med det specialbyggede polarskib ”Fram” med Otto Sverdrup som kaptajn. De øvrige ekspeditionsdeltagere var geofysisk observatør Sigurd Scott Hansen, læge Henrik Greve Blessing, styrmand Theodor Claudius Jacobsen, førstemaskinist Anton Amundsen, kok Adolf Juell, andenmaskinist Lars Pettersen, fyrbøder og meteorologiassistent Hjalmar Johansen, altmuligmand Peder Leonard Hendriksen, elektriker og meteorologiassistent Bernhard Nordahl, altmuligmand Ivar Otto Irgens Mogstad og altmuligmand Bernt Bentsen.
Polarskibet «Fram» forlod Norge fra Vardø 21. juli 1893 og sejlede østover Nordøstpassaten langs nordkysten af Sibirien til 133° 37' grader øst. Den 22. september 1893 frøs skibet fast i isen og drev som planlagt med over Polarhavet i tre år. Hensigten var, at "Fram" skulle drive med isen over polpunktet, så ekspeditionen blev den første til at nå Nordpolen. Nansen vidste, at det var fundet træ fra Sibirien på Grønlands østkyst, så alt tydede på, at hele området ved Nordpolen var hav. Undervejs foretog ekspeditionen mange videnskabelige observationer og målinger inden for meteorologi, magnetisme, oceanografi og astronomi.

#### På ski mod Nordpolen (1895-1896)
Nansens plan om, at ”Fram” skulle drive over polpunktet, slog fejl. Skibet var ikke kommet langt nok mod øst, før det frøs fast i isen nord for Sibirien. Efter to overvintringer i ”Fram” forlod Nansen og Hjalmar Johansen den 14. marts 1895 skibet for at gå mod Nordpolen på ski. Med sig havde de hundespand, tre slæder og 27 hunde. Der var -40 grader C på afrejsedagen. «Fram» var 600 kilometer fra Nordpolen. Den 7. april vendte de på 86° 14' nordlig bredde, da de måtte erkende, at de umuligt ville kunne nå at gå til Nordpolen og tilbage i løbet af den korte arktiske sommer. Positionen 86° 14' var Nansens egen måling. Den er senere korrigeret til 86° 04'. Det var det nordligste punkt, man havde registreret, at noget menneske havde været. Tilbageturen var fyldt af svære strabadser. Nansen og Johansen måtte overvintre i et selvbygget vinterkvarter på Frans Josefs land. Den 3,4 meter lange og 2 meter brede hytte byggede de af sten og beklædte den med is. Hyttetaget var beklædt med skind fra hvalros og yderligere isoleret med sne og is. De overlevede på tran, spæk fra hvalros og isbjørnkød. Spækket brugte de også til brændsel.
Sommeren 1896 fortsatte de dels over land, dels i selvbyggede kajakker. Én gang var det lige ved at gå galt, da begge kajakker drev fra land, mens de to mænd holdt pause på iskanten. Nansen rakte uret til Johansen, tog noget af tøjet af og svømmede ud i isvandet, hvor han havde held til at bjærge kajakkerne. En anden farlig episode indtraf, da en isbjørn pludselig dukkede op og kastede sig over Johansen. Nansen havde lagt geværet fra sig og kunne ikke nå det. Johansen som lå under bjørnen råbte til kammeraten: ”Nu må De skynde Dem, ellers kan det blive for sent”. På Kap Flora på Northbrook Island, længere syd på Frans Josef Land, mødte de en britisk ekspedition under ledelse af Frederick George Jackson. Nansen havde mødt Jackson fire år tidligere i London. Men Jackson genkendte ikke denne vildmand, som pludselig stod der foran ham. Der findes to versioner af, hvad briten sagde som de første ord til Nansen. Den ene lyder, at han spurgte: ”How do you do?”. Ifølge den anden version spurgte han spøgefuldt: ”Doctor Nansen, I presume?”. Nansen og Johansen blev taget med til Nordnorge om bord på det britiske forsyningsskib ”Windward”. Her ankom de til Vardø den 13. juli 1896. Én uge senere ankom "Fram" under ledelse af Otto Sverdrup til Skjervøy, og de kunne genforenes i Tromsø. Derefter fulgte en triumffærd langs hele kysten til Oslo, hvor de ankom den 9. september og overalt blev fejret som nationalhelte.

### Gennem Sibirien
Nansen skrev også bogen ”Gjennom Sibir” om færden ned ad den store sibirske flod Jenisej til Krasnojarsk i 1913.
Den dag i dag er Nansen en af Krasnojarsk største helte. Nansens medhjælper, Jonas Lied, grundlagde et savværk i Lesosibirsk ved Jenisej, som siges at være verdens største. Lied og Nansen fik også gang i en handelsrute ned ad Jenisej og rundt om Kolahalvøen og Norskekysten til Europa. En rute, som jægerne i Sibirien drømmer om at genoprette.